# Ludwig Deurer

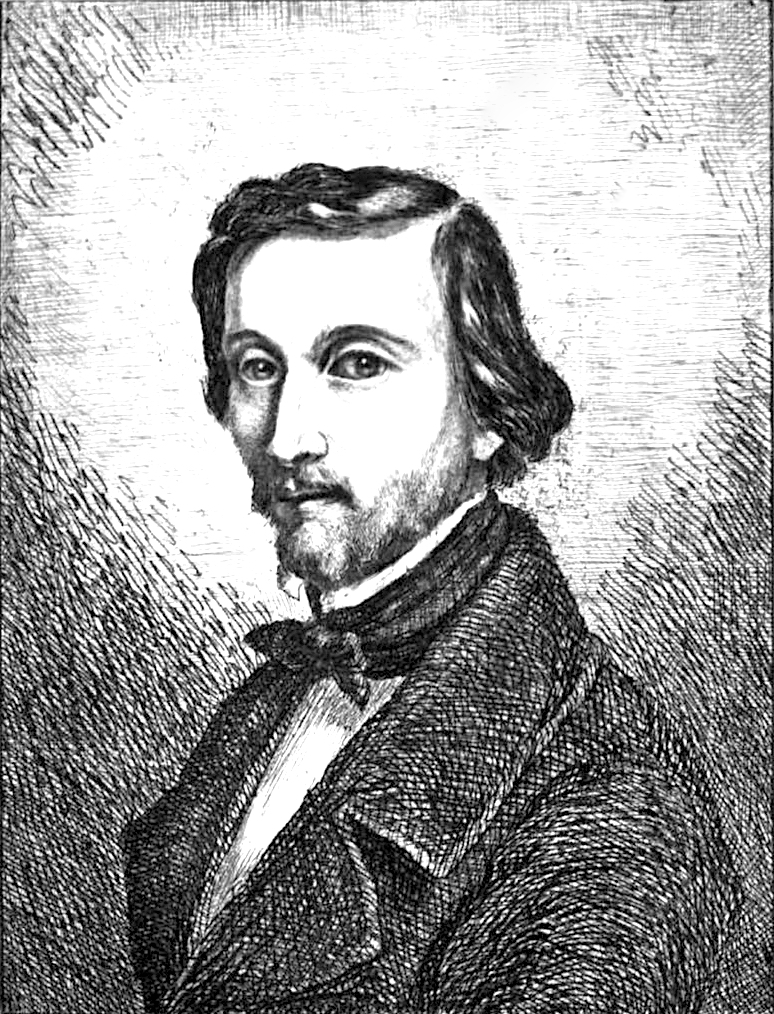
Ludwig Deurer (1806–1847)

Ludwig Friedrich Deurer (* 16. Juli 1806 in Mannheim; † 30. Dezember 1847 ebenda) war Historienmaler und Poststallmeister in Mannheim.

## Herkunft
Seine Eltern waren der augsburgische Gallerieinspekteur und Maler Peter Ferdinand Deurer (1777–1844) und dessen Ehefrau Susette Fröhlich († 5. April 1836).

## Leben
Ludwig machte seinen Abschluss am Gymnasium und kam nach Nürnberg, um sich dort als Genremaler ausbilden zu lassen. Er studierte unter Klein, war aber ausgelernt und wechselte nach München, um dort Historienmalerei zu studieren. Er studierte unter den bekannten Nazarenern Peter von Cornelius und Julius Schnorr von Carolsfeld.
Sein Vater war nach Rom gezogen, um dort die Werke Rafaels zu studieren, dieser holte seinen Sohn zweimal nach Rom. In der Zeit malte Ludwig einige Genrebilder, von denen Kreuzfahrer vor Jerusalem das bekannteste wurde. Diese Bilder wurden von Großherzog von Baden aufgekauft. Bei einer Ausstellung dieser Bilder in Karlsruhe erhielt er die Goldene Medaille.
Leben konnte er von seiner Kunst alleine wohl nicht, zudem unterstützte er einen Verwandten, der Posthalter in Mannheim war. 1836 übernahm Ludwig nun diese Stelle. Er war weiter künstlerisch tätig, aber da er wenig Zeit hatte, sind aus dieser Zeit nur zahlreiche Skizzen bekannt.
1844 starb sein Vater in Rom und Ludwig musste dort den Nachlass regeln. Während er zwischen italienischen Juristen und dem deutschen Konsulat pendelte, nutzte er seine Zeit, um die alten Meister und ihre Techniken zu studieren. Er machte zahlreiche Naturstudien, bevor er 1845 nach Deutschland zurückkehrte. Hier erkrankte er 1847 an Scharlach, woran er am Ende des Jahres starb. Er wurde dann auf dem Friedhof in Mannheim begraben.

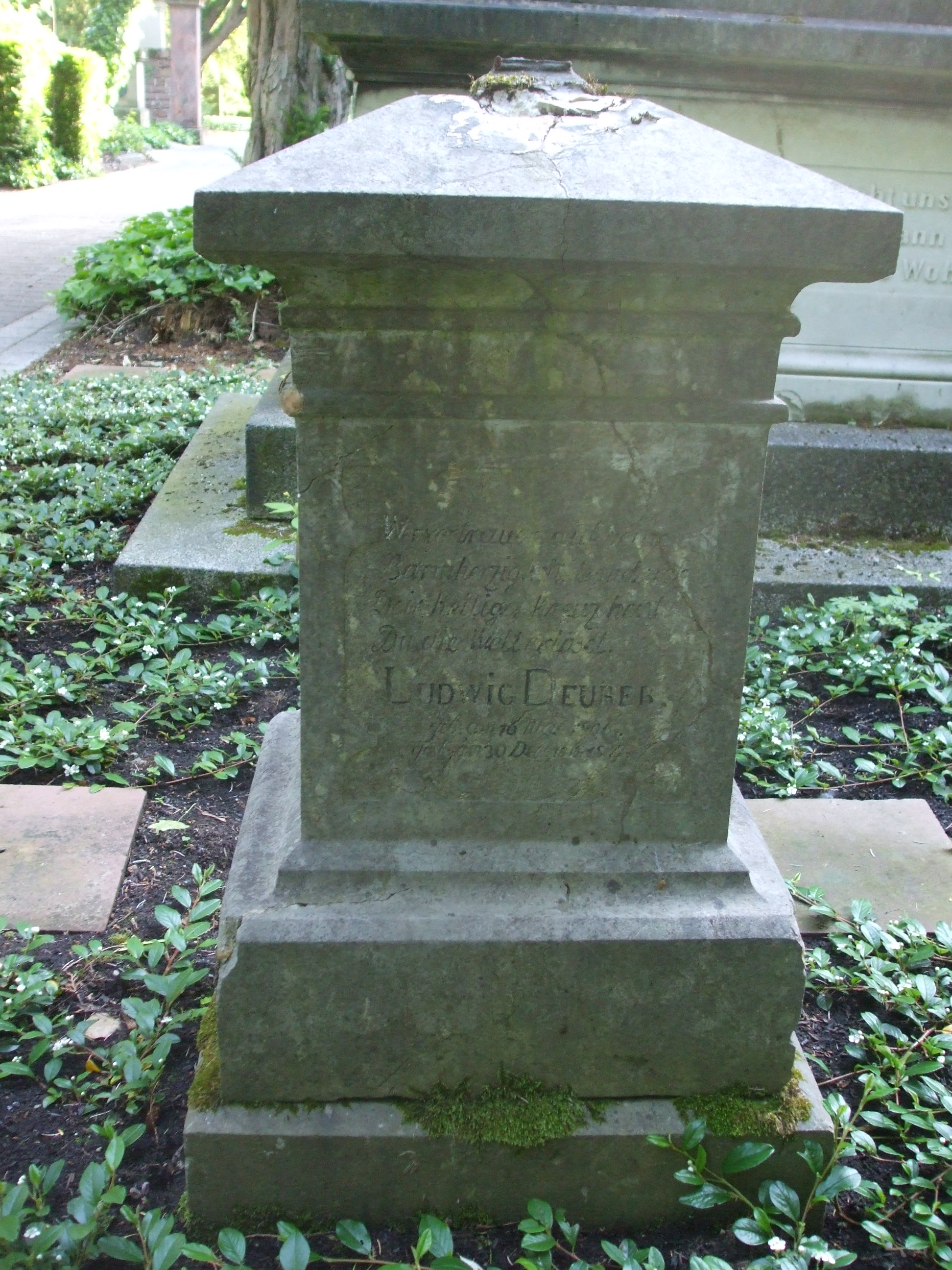
Grabstein von Ludwig Deurer (1806–1847) auf dem Hauptfriedhof Mannheim

## Familie
Er heiratete 1840 in Mannheim Antonie Friedrike Johanne Gabriele Hout. Die Tochter Maria (* 1846) heiratete den Maler Eugen Bracht.